# Lюk
Lюk (Люк) — український музичний гурт, створений 1999 року у Харкові. 12 березня 2011 оголосили про припинення діяльності.
Пісні гурту поєднують у собі ейсид-джаз, фанк, лаундж, легка музика, рок та інші стилі. Співали українською, російською і французькою.

## Історія
Створений навесні 1999 року. Того ж року записно перший альбом — «Пружина». У 2000 році виходить другий, що збігається з назвою гурту, «Lюk», того ж року харків'яни проходять перший відбірковий тур фестивалю «Червона Рута» — перше місце в номінації «Альтернативна музика» (Харків, 2000). У 2001 р. представлено альбом «Lюk + Ойра», записаний з фолк-тріо «Ойра». 2002 року презентовано першу повноцінну платівку — «Tourist zone».
Для запису альбому «Lemon» (2004) було запрошено аж 14 музикантів, в тому числі Андрія Запорожця (гурт «5'NIZZA»), чий вокал став характерною рисою «Лемону». Цей альбом зробив «Люк» популярнішим. У 2005 р. випущено альбом «Sex» і знято кліп на одну з пісень звідти — «Сахалін» (оператор, постановник та фотограф О. Фумаров). Вона ротувалась на каналах «М1», «Enter» та ін. (Україна); «A1», «O2», «MTV-Єкатеринбург», «СТО-Санкт-Петербург» та ін. (Росія).
Велику частину своїх презентацій і концертів «Люк» давав в Росії, що учасники поянювали прохолодним ставленням до їхньої музики в Україні:
|  | Люди в Україні, котрі є власниками радіостанцій, лейблів, і клубів, мають менталітет молодшого брата… Тут дуже багато стереотипів. …Та й узагалі, українська група це або те, що подібне на Океанів, або на ВВ, ми йдемо по протоптаних стежках. (з інтерв'ю 2006 року) |

Гурт Lюk взяв участь у записі альбому-компіляції Хор монгольських міліціонерів, для якого різні виконавці записали пісні на вірші Сергія Жадана. Альбом вийшов у 2007 році.
У 2009 році, після 4-річної перерви з часу випуску альбому «Sex», презентовано 4-ту студійну платівку — «Мамина Юность». Музиканти заявили, що у новому альбому буде більше рок-музики. Серед учасників запису — вокаліст гурту «...и Друг Мой Грузовик» Антон Сліпаков, який був співавтором тексту і виконав «чоловічу» партію в пісні «Митхун Чакраборти».
Запис, зведення і мастеринг проходили на київській студії «211» під керівництвом Віталія Телезіна, який став саундпродюсером альбому. Тур на підтримку нового альбому «Люк» охопив Україну, Росію, Білорусь, країни Балтики і Грузію.
12 березня 2011 року на офіційному сайті гурту з'явилося повідомлення про припинення його існування. Причиною вказано «те, що учасники гурту по-різному бачать його подальшу діяльність». Колектив продовжує грати під назвою «Lюk-дует» у складі вокалістки та гітариста.

## Дискографія

### Альбоми
- Tourist zone (2002)
- Lemon (2004)
- Sex (2005)
- Мамина Юность (2009)

### Збірка
- The Best of Lюk (2008)

### Саундтреки до спектаклів і фільмів
- Саундтрек до спектаклю «M.C. J.K.» театру «Арабески» (Харків) — спільний проект з українським поетом Сергієм Жаданом (2001 р.)
- Участь у саундтреку до фільму «Помаранчеве небо» (2005 р.)

## Склад
- Ольга Герасимова — вокал
- Олег Сердюк — клавішні
- Сергій Бельмас — бас-гітара
- Валентин Панюта — гітара
- Олександр Кратінов — барабани